# Margit Pörtner
Margit Pörtner (n. 16 februarie 1972, Hørsholm, Frederiksborg Amt, Danemarca – d. 26 aprilie 2017, Danemarca, Regatul Danemarcei⁠(d)) a fost o jucătoare de curl ce a reprezentat Danemarca, medaliată olimpică. A participat la o ediție a Jocurilor Olimpice (1998) în care a câștigat o medalie de argint.

## Participări
Lista de mai jos prezintă principalele competiții la care a participat Margit Pörtner de-a lungul carierei.
- curling at the 1998 Winter Olympics[*]